# Marina Jewgenjewna Tscherkassowa (Freestyle-Skierin)
Marina Jewgenjewna Tscherkassowa (russisch Марина Евгеньевна Черкасова; bei der FIS nach englischer Transkription Marina Cherkasova; * 1. März 1972 in Moskau, Sowjetunion) ist eine ehemalige russische Freestyle-Skierin. Sie war auf die Buckelpisten-Disziplinen Moguls und Dual Moguls spezialisiert und nahm viermal an Olympischen Spielen teil. Bei den Weltmeisterschaften 2003 gewann sie die Silbermedaille auf den Dual Moguls (Parallelbuckelpiste), im Weltcup gelangen ihr zwei Podestplätze.

## Biografie
Marina Tscherkassowa nahm im April 1990 an den Internationalen Jugendmeisterschaften am Pyhätunturi teil und verpasste als Vierte die Medaillenränge knapp. Zehn Monate später gab sie am Mont Gabriel ihr Debüt im Freestyle-Skiing-Weltcup. Bei den Weltmeisterschaften in Lake Placid belegte sie Rang 18. Im Rahmen ihrer ersten Olympischen Winterspiele 1994 in Lillehammer erreichte sie Platz 14, bei den Weltmeisterschaften in La Clusaz Platz 15. Im darauffolgenden Februar und März gelangen ihr ihre ersten Weltcup-Platzierungen unter den besten zehn, darunter ein vierter Rang in Lillehammer. Daran konnte sie in den beiden folgenden Wintern anschließen und erreichte mit einem fünften Platz in Tignes auf den Dual Moguls (Parallelbuckelpiste) ihr bestes Karriereergebnis in dieser neuen Disziplin. Bei den Weltmeisterschaften in Iizuna Kōgen schaffte sie als Achte ihr vorläufig bestes Resultat bei einem Großereignis.
Nachdem sie die Olympischen Spiele 1998 verpasst hatte, startete Tscherkassowa erstmals im Europacup und erreichte mit Platz vier in Champéry auf Anhieb ein Spitzenresultat. Nach weiteren Spitzenergebnissen in Thalkirchdorf belegte sie bei den Weltmeisterschaften in Meiringen-Hasliberg die Ränge zwölf und 17. Ähnlich schnitt sie zwei Jahre später bei den Weltmeisterschaften in Whistler ab. Im Januar 2002 gelang ihr als Zweiter in Saint-Lary der erste Weltcup-Podestplatz ihrer Karriere. Bei den folgenden Olympischen Spielen von Salt Lake City schaffte sie als Neunte ihr bestes Olympiaresultat. Ende November desselben Jahres bestritt sie ihr einziges Rennen im Skicross und erreichte dank der zusätzlichen Punkte am Saisonende ein Karrierehoch im Gesamtweltcup. Nach einem erneuten zweiten Platz am Mont-Tremblant konnte sie bei den Weltmeisterschaften im Deer Valley den größten Erfolg ihrer Karriere feiern, als sie hinter Kari Traa die Silbermedaille auf den Dual Moguls gewann.
Danach war Tscherkassowa immer weniger aktiv. Nachdem sie 2004/05 keine Spitzenresultate erzielt hatte, gelangen ihr in der folgenden Saison wieder zwei Top-10-Plätze im Weltcup. Bei den Olympischen Winterspielen von Turin klassierte sie sich auf Rang 16. Im Januar 2007 schaffte sie in Airolo zwei Europacup-Podestplätze, kam in der Folge bei ihren siebenten und letzten Weltmeisterschaften in Madonna di Campiglio aber nicht über die Ränge 13 und 15 hinaus. Ein Jahr später feierte sie bei den Heimrennen in Krasnoje Ozero ihre einzigen beiden Siege im Europacup. Nachdem sie bei ihren letzten Olympischen Spielen in Vancouver Rang 13 belegt hatte, beendete sie im April 2010 im Alter von 38 Jahren ihre aktive Laufbahn im Leistungssport. Ihr letztes von insgesamt 121 Weltcup-Rennen hatte sie bereits zwei Monate vorher bestritten.

## Erfolge

### Olympische Spiele
- Lillehammer 1994: 14. Moguls
- Salt Lake City 2002: 9. Moguls
- Turin 2006: 16. Moguls
- Vancouver 2010: 13. Moguls

### Weltmeisterschaften
- Lake Placid 1991: 18. Moguls
- La Clusaz 1995: 15. Moguls
- Nagano 1997: 8. Moguls
- Meiringen-Hasliberg 1999: 12. Moguls, 17. Dual Moguls
- Whistler 2001: 11. Moguls, 17. Moguls
- Deer Valley 2003: 2. Dual Moguls, 18. Moguls
- Madonna di Campiglio 2007: 13. Moguls, 15. Dual Moguls

### Weltcup
- 32 Platzierungen unter den besten zehn, davon 2 Podestplätze

### Weltcupwertungen
| Saison  | Gesamt | Gesamt | Moguls | Moguls | Dual Moguls | Dual Moguls | Skicross | Skicross |
| Saison  | Platz  | Punkte | Platz  | Punkte | Platz       | Punkte      | Platz    | Punkte   |
| ------- | ------ | ------ | ------ | ------ | ----------- | ----------- | -------- | -------- |
| 1992/93 | 94.    | 4      | 44.    | 36     | –           | –           | –        | –        |
| 1993/94 | 75.    | 15     | 31.    | 120    | –           | –           | –        | –        |
| 1994/95 | 38.    | 59     | 13.    | 412    | –           | –           | –        | –        |
| 1995/96 | 35.    | 64     | 11.    | 508    | 9.          | 116         | –        | –        |
| 1996/97 | 41.    | 59     | 13.    | 296    | 16.         | 164         | –        | –        |
| 1997/98 | 111.   | 3      | 42.    | 16     | 33.         | 4           | –        | –        |
| 1998/99 | 52.    | 10     | 32.    | 40     | 27.         | 8           | –        | –        |
| 1999/00 | 51.    | 19     | 28.    | 76     | 23.         | 40          | –        | –        |
| 2000/01 | 41.    | 38     | 21.    | 152    | –           | –           | –        | –        |
| 2001/02 | 14.    | 75     | 9.     | 448    | 20.         | 48          | –        | –        |
| 2002/03 | 13.    | 82     | 9.     | 496    | 22.         | 44          | 29.      | 32       |
| 2004/05 | 69.    | 9      | 22.    | 97     | –           | –           | –        | –        |
| 2005/06 | 58.    | 14     | 17.    | 153    | –           | –           | –        | –        |
| 2006/07 | 87.    | 4      | 30.    | 32     | –           | –           | –        | –        |
| 2007/08 | 102.   | 4      | 28.    | 39     | –           | –           | –        | –        |
| 2008/09 | 102.   | 5      | 28.    | 47     | –           | –           | –        | –        |
| 2009/10 | 93.    | 5      | 28.    | 54     | –           | –           | –        | –        |

### Europacup
- Saison 1999/00: 10. Dual-Moguls-Wertung
- 7 Podestplätze, davon 2 Siege:

| Datum        | Ort            | Land     | Disziplin   |
| ------------ | -------------- | -------- | ----------- |
| 7. März 2008 | Krasnoje Ozero | Russland | Moguls      |
| 8. März 2008 | Krasnoje Ozero | Russland | Dual Moguls |